# Qinghai (jezero)
Qingkii (kineski: 青海湖; za „Cijansko more”), Koko Nor (mongolski: Хөх нуур; „Plavo jezero”) ili Tso Ngonpo (tibetski: མཚོ་སྔོན་པོ; „Tirkizno more།”) je najveće jezero u Kini. Qinghai je slano jezero u endoreičkom bazenu kineske pokrajine Qinghai, koja je ime dobila po ovom jezeru. Nalazi se oko 100 km zapadno od glavnog grada pokrajine, Xininga, na 3.025 m nadmorske visine u udubini Tibetske visoravni.
Veličina jezera varira i iako se uglavnom smanjivalo tijekom 20. st., od 2004. raste. Jezero je prema posljednjem mjerenju 2008. god. imalo površinu od 4.317 km², prosječnu dubinu od 21 m i najveću dubinu od 25,5 m Jezero pune 18 sezonskih rijeka i potoka, te 5 stalnih potoka koji čine 80% njegova pritoka
U jezeru obitava pet lokalnih vrsta riba od kojih je najprisutniji jestivi goli šaran (Gymnocypris przewalskii, 湟鱼; huángyú), te četiri vrste Nemacheilidae šaranki (Triplophysa stolickai, T. dorsonotata, T. scleroptera i T. siluroides). Jezero se nalazi na raskršću nekoliko ptičjih migracijskih putova preko Azije i mnoge vrste ga koriste kao postaju tijekom seobe. Na vrhu jezera nalazi se tzv. „Ptičje otočje”, dva otoka („Otok kormorana” i „Otok jaja”) koji su ptičji rezervati „Područja zaštićene prirode jezera Qinghai” od 1997. god.
Na zapadnom dijelu jezera nalazi se otok s nekoliko pustinja nazvanih „Mahādeva, srce jezera” (mTsho snying Ma hā de wa) koji su povijesno bili budistički samostani. Navodno do njega nisu vozili brodovi, nego bi monasi dolazili i odlazili s otoka samo zimi, kad bi se jezero zaledilo. Obale jezera još znaju ophodati hodočasnici, uglavnom tibetski budisti i to tijekom Godine konja, tj. svakih 12 godina.
- Jezero Qinghai 2006.
- Ptičje jezero
- Obala jezera kod Gonghea
- Budističke molitvene zastave na obali jezera

## Vanjske poveznice
|  | Zajednički poslužitelj ima još gradiva o temi Qinghai (jezero) |

- Službene stranice Ureda za zaštitu jezera  Arhivirana inačica izvorne stranice od 26. prosinca 2018. (Wayback Machine) (kin.)